# Альбиновский, Ксенофонт Осипович
Ксенофонт (Константин) Осипович Альбиновский (1838—1868) — русский писатель

, публицист, журналист.
Родился в 1838 году.
Был сотрудником газеты «Одесский вестник». Автор беллетристических произведений.
Лучшими его статьями, помещенными на страницах «Одесского вестника» в 1865—1866 годах, были: «Маскарадный сюрприз», рассказ из местной жизни, «Нос», физиологический очерк, и разбор публичных лекций профессора новороссийского университета Максимова «О воспитательных домах и приютах».
С 1864 года был болен чахоткой, в результате 4 (16) октября 1868 года скончался в возрасте 30 лет. Был похоронен на 1-м Христианском кладбище Одессы.